# Aurelio Giménez Pastor
Aurelio Giménez Pastor (Montevideo, 1877-Ituzaingó, 1910) fue un dibujante y pintor uruguayo.

## Biografía
Nacido el 9 de noviembre de 1877 en la República Oriental del Uruguay, es descrito como montevideano. Fue colaborador de la revista uruguaya Caras y Caretas y de la revista argentina homónima Caras y Caretas, desde los primeros números de esta última, así como de Tribuna Popular. Falleció el 4 de noviembre de 1910 en la ciudad argentina de Ituzaingó, en los alrededores de Buenos Aires. Casado con Zelmira González del Arca, tuvo al menos seis hijos. Fue hermano de Arturo Giménez Pastor.